# Nikołaj Susłow
Nikołaj Grigorjewicz Susłow (ros. Николай Григорьевич Суслов, ur. 28 lipca?/9 sierpnia 1899 we wsi Strojewo w guberni moskiewskiej, zm. 1962 w Moskwie) – funkcjonariusz radzieckich organów bezpieczeństwa, generał major.

## Życiorys
Od października 1918 do września 1923 żołnierz Armii Czerwonej, od sierpnia 1924 do 1 lipca 1932 komisarz Wydziału Operacyjnego OGPU ZSRR, potem Oddziału 4 Wydziału Operacyjnego OGPU ZSRR, od maja 1931 kandydat na członka, a od lipca 1937 członek WKP(b). Od 10 lipca 1934 do 28 listopada 1936 komisarz Oddziału 4 Wydziału Operacyjnego Głównego Zarządu Bezpieczeństwa Państwowego, od 11 grudnia 1935 starszy porucznik bezpieczeństwa państwowego, od grudnia 1936 do 1 maja 1938 funkcjonariusz do zadań specjalnych Wydziału 1 Głównego Zarządu Bezpieczeństwa Państwowego, 26 kwietnia 1938 awansowany na kapitana bezpieczeństwa państwowego, od 1 maja 1938 do lutego 1941 naczelnik grupy Oddziału 2 Wydziału 1 Głównego Zarządu Bezpieczeństwa Państwowego, 14 marca 1940 awansowany na majora bezpieczeństwa państwowego. Od lutego do sierpnia 1941 funkcjonariusz Wydziału 1 NKGB ZSRR, od 8 sierpnia 1941 do 10 maja 1942 naczelnik grupy (ochrona Łazara Kaganowicza) Oddziału 4 Wydziału 1 NKWD ZSRR, od 10 maja 1942 do 17 maja 1943 starszy pełnomocnik operacyjny Oddziału 4 Wydziału 1 NKWD ZSRR, 14 lutego 1943 awansowany na pułkownika bezpieczeństwa państwowego, od 17 maja 1943 do 15 kwietnia 1946 starszy pełnomocnik operacyjny Oddziału 3 Wydziału 2 Zarządu 6 NKGB/MGB ZSRR, 28 marca 1944 mianowany komisarzem bezpieczeństwa państwowego, a 9 lipca 1945 generałem majorem. Od 15 kwietnia do 25 grudnia 1946 starszy pełnomocnik operacyjny Zarządu Ochrony nr 2 MGB ZSRR, od 25 grudnia 1946 do lipca 1951 zastępca szefa oddziału Zarządu Ochrony nr 2 Głównego Zarządu Ochrony MGB ZSRR, następnie na emeryturze.

## Odznaczenia
- Order Lenina (21 lutego 1945)
- Order Czerwonego Sztandaru (trzykrotnie - 9 lutego 1943, 3 listopada 1944 i 24 listopada 1950)
- Order Czerwonej Gwiazdy (28 sierpnia 1937)
- Odznaka "Honorowy Funkcjonariusz Czeki/GPU (XV)" (4 lutego 1933)

I 7 medali.